# 高原駅
高原駅（たかはるえき）は、宮崎県西諸県郡高原町大字西麓にある、九州旅客鉄道（JR九州）吉都線の駅である。高原町の中心駅。

## 歴史
- 1913年（大正2年）5月11日：開業[1][2]。
- 1971年（昭和46年）10月4日：貨物の取り扱いを廃止[2]。
- 1984年（昭和59年）2月1日：荷物扱い廃止[2]。
- 1986年（昭和61年）11月1日：電子閉塞装置導入により職員無配置化[3]。簡易委託駅となる。
- 1987年（昭和62年）4月1日：国鉄分割民営化により、九州旅客鉄道の駅となる[1][2]。
- 2000年（平成12年）4月27日：駅舎改築[4]。

## 駅構造

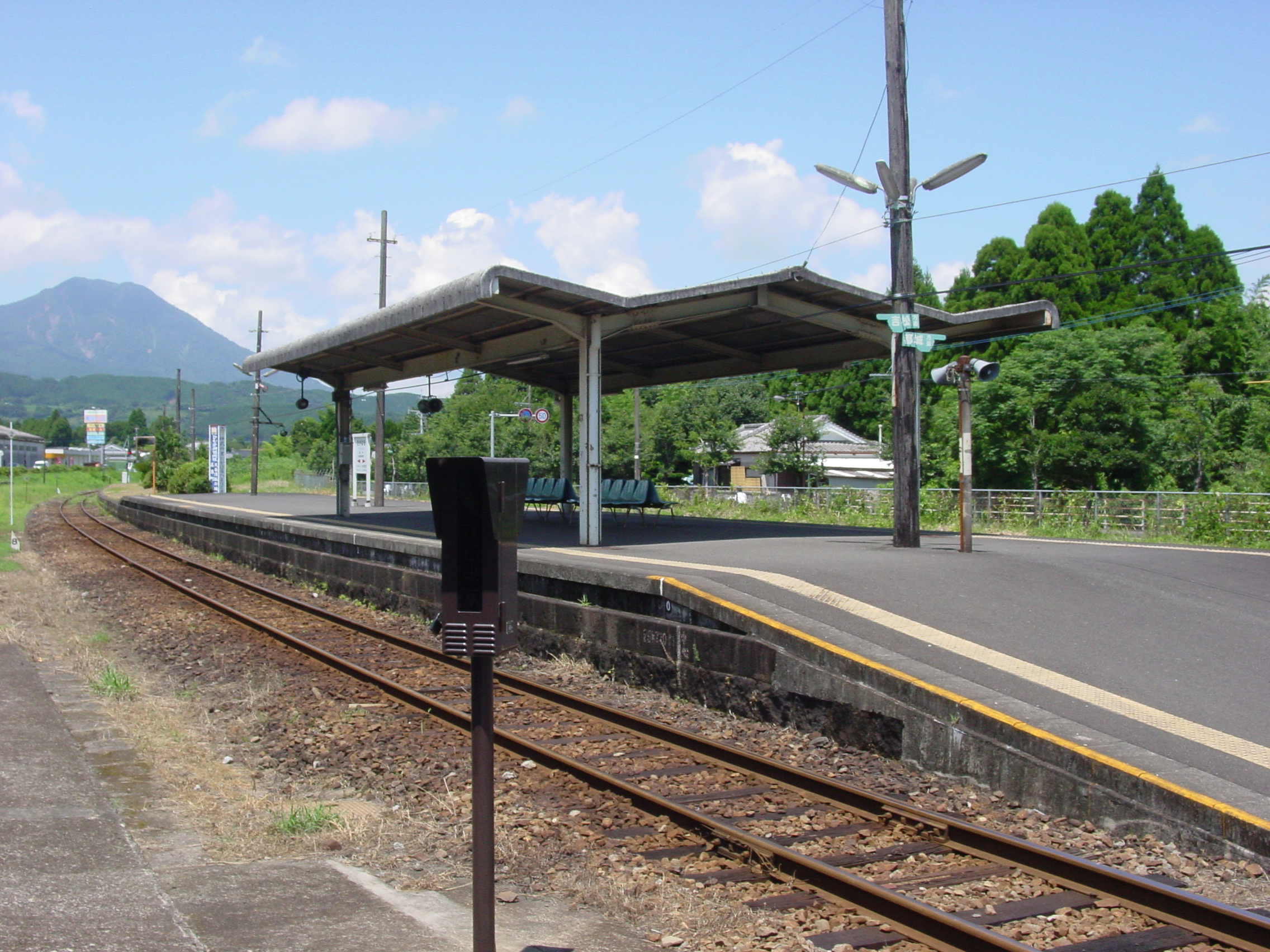
ホーム（2008年8月）

島式ホーム1面2線を有する地上駅。駅舎とホームは構内踏切で連絡している。高原観光センター（高原町観光協会）による簡易委託駅である。

### のりば
| のりば | 路線    | 方向 | 行先           |
| ------ | ------- | ---- | -------------- |
| 1      | ■吉都線 | 上り | 小林・吉松方面 |
| 2      | ■吉都線 | 下り | 都城方面       |

## 利用状況
2015年（平成27年）度の1日平均乗車人員は94人である。
近年の1日平均乗車人員は以下の通り。
| 年度   | 1日平均 乗車人員 |
| ------ | ---------------- |
| 1996年 | 358              |
| 1997年 | 362              |
| 1998年 | 347              |
| 1999年 | 340              |
| 2000年 | 350              |
| 2001年 | 354              |
| 2002年 | 323              |
| 2003年 | 314              |
| 2004年 | 319              |
| 2005年 | 307              |
| 2006年 | 292              |
| 2007年 | 250              |
| 2008年 | 250              |
| 2009年 | 231              |
| 2010年 | 235              |
| 2011年 | 190              |
| 2012年 | 148              |
| 2013年 | 112              |
| 2014年 | 103              |
| 2015年 | 94               |

## 駅周辺
- 高原町役場
- 高原郵便局
- 高原町立高原小学校
- 高原町立病院
- 宮崎自動車道高原IC
- JAこばやし高原支所
- 国道223号
- 宮崎県道405号西麓小林線
- 宮崎交通「高原駅」停留所

## 隣の駅
九州旅客鉄道（JR九州）
■吉都線
広原駅 - 高原駅 - 日向前田駅